# ヴェール (イタリア)
ヴェール、ヴェレス（フランス語: Verrès [veʁɛs]）は、イタリア共和国ヴァッレ・ダオスタ州にある、人口約2,600人の基礎自治体（コムーネ）。

## 名称
ファシズム時代の1939年から1946年は「Castel Verres」と呼ばれた。

## 地理

### 位置・広がり

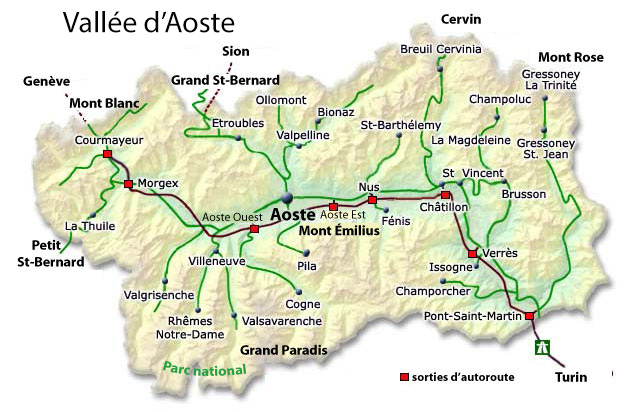
ヴァッレ・ダオスタ州地図

ヴァル・ダヤスの谷の中央にあり、エヴァンソン山岳部共同体に属する。

#### 隣接コムーネ
隣接するコムーネは以下の通り。
- アルナド
- シャラン＝サン＝ヴィクトル
- シャンデプラ
- イソーニュ
- モンジョヴェ

## 行政

### 分離集落
ヴェレスには、以下の分離集落（フラツィオーネ）がある。
- La Barmaz, Le Baracon, Bérat, Carogne, Casset, Champore, Chapine, Chavascon, Le Crest, Le Glair, Le Gramonier, La Grange Neuve, La Murasse, La Nâche, Omeins, Piet, Polarey, Possuey, Praz-Ussel, Couassod, Roléchon, Riorte, Riverolaz, Rovarey, Sérémont, La Tour, Torille, Vert, Vianad, Vigne-Gard, Veusoz

## 社会

### 経済
月曜日が市日となっている。

### 住民
ヴェレスにはモロッコ人など北アフリカ出身者の大きなコミュニティがある。

### 姉妹都市
ヴェレスは以下の都市と姉妹都市である
- Moûtiers、 フランス

## 文化・観光

### 見所
- ヴェレス城
- 聖ジルの司祭長

### 固定祭日
- 二月: 歴史的謝肉祭
- 5月第一日曜: Petit marché des Brocanteurs à Verrès
- 6月第一日曜: Petit marché des Brocanteurs à Verrès
- 7月第一日曜: Petit marché des Brocanteurs à Verrès
- 8月第一日曜: Petit marché des Brocanteurs à Verrès
- 9月第一日曜: Petit marché des Brocanteurs à Verrès

## 写真集

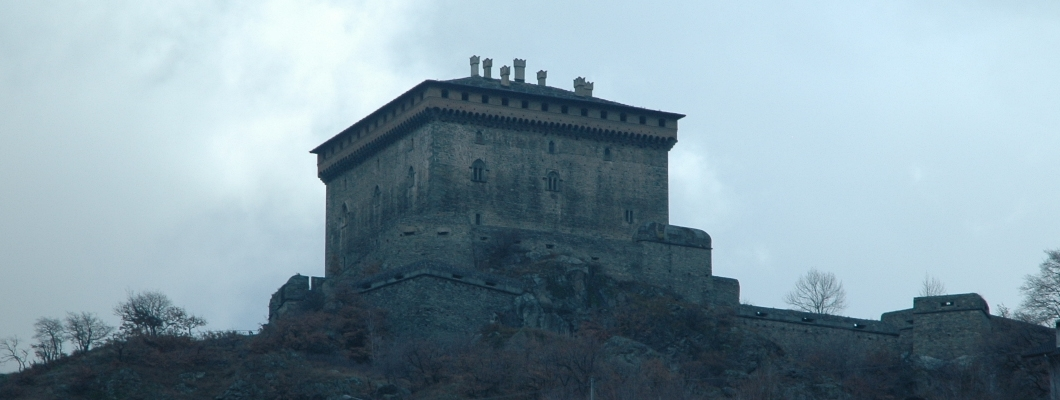
ヴェレスのエウローパ広場から見たヴェレス城